# Rosebud Creek (Yellowstone River)
Der Rosebud Creek ist ein ca. 220 km langer rechter Nebenfluss des Yellowstone River im Südosten des US-Bundesstaates Montana.

## Flusslauf
Der Rosebud Creek entsteht am Zusammenfluss von North Fork und South Fork Rosebud Creek. Die beiden Quellflüsse entspringen an der Ostflanke der Wolf Mountains. Sie strömen 9 bzw. 13 km nach Osten, wo sie sich schließlich zum Rosebud Creek vereinigen. Am Oberlauf des Rosebud Creek befindet sich der Rosebud Battlefield State Park, der an die Schlacht am Rosebud Creek im Jahr 1876 erinnert. Der Rosebud Creek fließt anfangs 50 km nach Norden. Bei Busby wendet er sich nach Nordosten. Die letzten 80 km strömt er wieder nach Norden. 2,5 km westlich von Rosebud erreicht der Rosebud Creek schließlich den Yellowstone River. Der Fluss durchfließt den Big Horn County und den Rosebud County. Der Rosebud Creek weist ein stark mäandrierendes Verhalten mit unzähligen Flussschlingen auf. Der Fluss durchfließt eine trockene Steppenlandschaft. Entlang dem Flusslauf werden die Felder bewässert.

## Hydrologie
Der Rosebud Creek entwässert ein Areal von 3385 km². Der mittlere Abfluss in Mündungsnähe beträgt 25,6 m³/s. Der Jahresabfluss schwankt sehr stark.